# Арат (митологија)
Арат је личност из грчке митологије.

## Митологија
Био је син бога Асклепија и Епионе, према Паусанији и другим ауторима. Неки извори као његову мајку наводе Аристодаму.

## Историја
Према неким изворима, становници Сикиона су свог сународника, Арата из Сикиона (271. п. н. е. - 213. п. н. е.) сматрали Асклепијевим сином и обожавали као хероја. У другим изворима, Арат се свакако помиње као ослободилац Сикиона, односно херој заштитник тог града, али се експлицитно не изједначава са овом историјском личношћу.

## Биологија
Латинско име ове личности (Aratus) је назив за род краба.